# Giedrius Staniulis
Giedrius Staniulis (Kaunas, 16 aprile 1991) è un cestista lituano.

## Palmarès
- Challenge Cup di Lega Baltica: 1

Lietkabelis : 2011-2012